# Gymnosiphon afro-orientalis
Gymnosiphon afro-orientalis är en enhjärtbladig växtart som beskrevs av Martin Roy Cheek. Gymnosiphon afro-orientalis ingår i släktet Gymnosiphon och familjen Burmanniaceae. Inga underarter finns listade i Catalogue of Life.